# اکسایش الکترولیتی پلاسما
اکسایش الکترولیتی پلاسما (PEO) یک روش مهندسی سطح برای فلزات سبک همچون آلومینیم، منیزیم و تیتانیم و نیز آلیاژهایشان می‌باشد. درحین این فرایند، سطح آلیاژ منیزیم تبدیل به یک سرامیک سخت می‌شود، درون حمام الکترولیت، از انرژی تخلیه الکتریکی بسیار بالا استفاده می‌شود. این امر می‌تواند سبب بهبود پوشش و مقاومت به خوردگی در منیزیم شود که می‌تواند کاربردهای آن را افزایش دهد.
در پی‌اوایی جریان ثابت نگه داشته می‌شود و ولتاژ اعمالی افزایش می‌یابد تا زمانی که عایق شکسته شود و رشد لایه اکسیدی روی سطح متوقف شود و جرقه‌های ریز ایجاد شود. تخلیه الکتریکی بخش مهمی از فرایند را به خود اختصاص می‌دهد و سبب می‌شود تا ترکیبات الکترولیت روی سطح رشد کند و یک لایهٔ چگال و متراکم سرامیکی را تشکیل دهند. در نتیجه، خواص مکانیکی مانند سختی و پوشش بهبود می‌یابند اما سطح پوشش کاملاً متخلخل می‌شود. با این حال در محیط‌های خورنده، مقاومت به خوردگی بسیار خوبی را از خود نشان می‌دهد. این فرایند با نام‌های دیگری همچون اکسایش ریز آرک (MAO)، آندیک اسپارک دیپازیشن (ASD)، اکسایش پلاسمای شیمیایی (PCO) و اکسایش پلاسمای آندی (PAO) شناخته می‌شود.
شکل‌گیری و روند ایجاد پوشش بر روی منیزیم حین فرایند پی‌اوایی در ۴ بخش توصیف می‌شود:

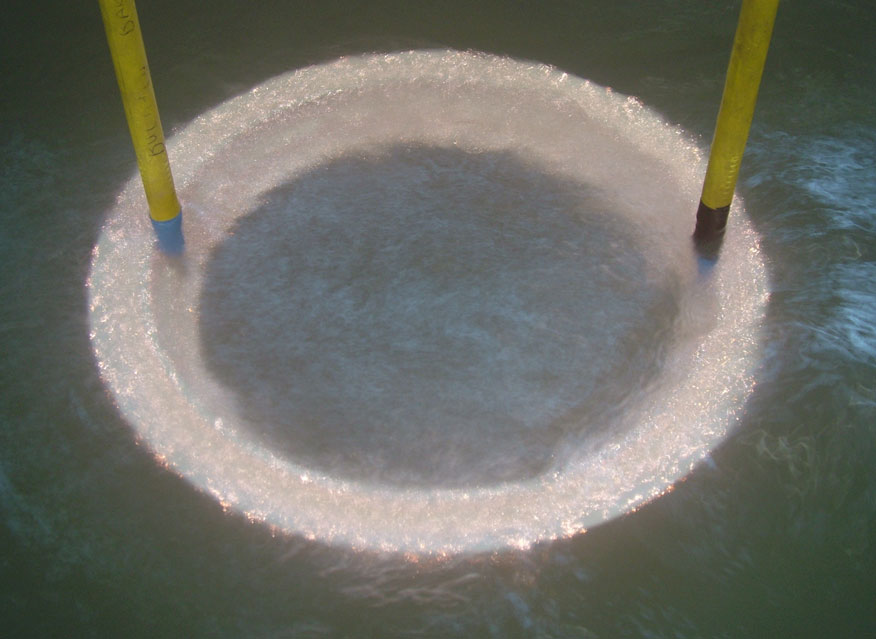
قطعه قرار داده شده در حوضچه الکترولیت

مرحله اول: حل شدن آلیاژ منیزیم که یک لایه غیرفعال (به انگلیسی: Passive film) روی سطح ایجاد می‌کند که شامل Mg(OH)2 و MgO می‌باشد. با توجه به الکترولیت مصرفی ترکیبات دیگری نیز می‌تواند روی سطح ایجاد شود.
مرحله دوم: شروع جرقه‌ها روی سطح می‌باشد که سبب شکستن لایهٔ غیرفعال از زمان ولتاژ شکست می‌شود. ولتاژ شکست یک خصوصیت الکترولیت می‌باشد، که به ترکیبات و رسانایی بستگی دارد. از زمان شکست لایه غیرفعال روی سطح، گاز شدیدی قابل مشاهده می‌باشد.
مرحله سوم: خصوصیات جرقه‌ها و شدت آن‌ها با توجه به نوع الکترولیت‌ها و پارامترهای فرایندها متفاوت می‌باشد مانند چگالی جریان، فرکانس و غیره. در ابتدای مرحله دوم جرقه‌ها ریز و معمولی می‌باشند و عمر کمی دارند. با افزایش ولتاژ و زمان، و همچنین با رشد لایه اکسیدی رو سطح، جرقه‌ها بزرگتر می‌شوند که مرحله سوم نام‌گذاری می‌شود. افزایش ولتاژ حین سه مرحله اول در پی‌اوایی به صورت عمومی تکرار خواهد شد.
مرحله چهارم: در مرحله آخر، جایی که افزایش ولتاژ نسبت به زمان ناچیز می‌باشد، جرقه‌ها بسیار بزرگتر شده و عمر بیشتری خواهند داشت به نسبت مراحل اولیه. پوشش نهایی پی‌اوایی ترکیبی از MgO با فازهای دیگر نظیر منیزیم سیلیکات، منیزیم فسفات، منیزیم فلوئورید و … با توجه به ترکیبات الکترولیت می‌باشد.

## ویژگی‌های سطوح و ریزساختار ایجادشده توسط عملیات پی‌اوایی

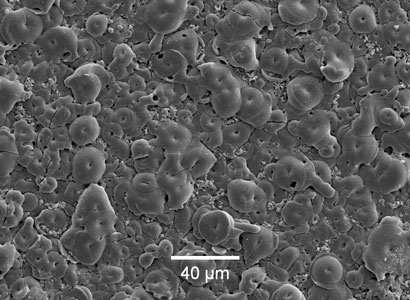
نمونه سطح اکسید شده (پی‌اوایی) زیر میکروسکوپ SEM

ریزساختار پوشش ایجاد شده توسط پی‌اوایی وابسته به شرایط فرایند می‌باشد و ضخامت پوشش می‌تواند بین ۵ میکرومتر تا ۲۰۰ میکرومتر متغیر باشد. پوشش در بسیاری از موارد دندانه دار و مواج می‌باشد. به‌طور کلی، تمامی پوشش‌های پی‌اوایی یک لایه حفاظت‌کننده بسیار نازک دارند که ضخامت در حدود چند نانومتر تا نهایت ۲ میکرومتر دارند. هسته لایه سرامیکی اکسیدی در زیر این لایه قرار دارد که در طول زمان طولانی فرایند پی‌اوایی تشکیل می‌شود. با رشد لایه در هنگام فرایند تخلیه الکتریکی، خلل و فرج‌ها روی پوشش شکل می‌گیرند.
یکی از ویژگی‌های قابل توجه پوشش‌های الکترولیتی پلاسما، حضور حفره‌های کوچک و ترک‌های روی سطح پوشش است. پوشش اکسید الکترولیز پلاسما به‌طور کلی بخاطر سختی بالا، مقاومت در برابر سایش و مقاومت به خوردگی شناخته شده‌است. با این حال، خواص پوشش به شدت وابسته به بستر مورد استفاده نظیر ترکیب الکترولیت و الگوی الکتریکی استفاده می‌شود. حتی در آلومینیوم، خواص پوشش، با توجه به ترکیبات آلیاژ می‌تواند به شدت متفاوت باشد. به عنوان مثال، سخت‌ترین پوشش‌ها را می‌توان روی آلیاژهای آلومینیوم سری ۲۰۰۰ بدست آورد، جایی که بیشترین درصد کوراندوم فاز کریستالی شکل می‌گیرد و سختی آن حدود 2000 HV است، در حالی که در پوشش‌های سری ۵۰۰۰ این جزء مهم کمتر تشکیل شده و از این رو نرم‌تر است. پروفسور T. W. Clyne در دانشگاه کمبریج برای بررسی اصول فرایندهای الکتریکی و پلاسما فیزیکی که در این پروسه دخیل هستند، تلاش گسترده‌ای کرده‌است و سابقاً برخی از ویژگی‌های میکرومکانیکی، مکانیکی و حرارتی پوشش‌های پی‌اوایی را توضیح داده‌است.
تخلخل در پوشش پی‌اوایی وابسته به شدت تخلیه الکتریکی و زمان فرایند می‌باشد. اندازه قطر حفره‌ها بین ۵/۰ میکرومتر تا نهایت ۵۰ میکرومتر می‌باشد.
شدت جریان یکی از مهم‌ترین پارامترها برای رشد پوشش پی‌اوایی می‌باشد، که مقدار زیاد آن روی ریزساختارهای این لایه (از قبیل تخلخل و عیوب دیگر) و همچنین روی سختی، تریبولوجیکال و خواص خوردگی آن اثرگذار خواهد بود. به صورت کلی، جریان بالا سبب رشد سریع پوشش شده ولی در طرف مقابل ایجاد ریزدانه زبر و مقاومت به خوردگی را کاهش می‌دهد. همچنین پوشش با چگالی جریان پایین بسیار نازک، فشرده و با عیوب پایین در مقایسه با چگالی جریان بالا می‌باشد. تخلیه الکتریکی با ولتاژ بالا و همراه با انرژی ورودی بالا می‌تواند لایه ضخیم‌تر و همراه با تخلخل یا ترک بیشتر ایجاد کند. وو و همکاران (۲۰۰۷) اثر چگالی جریان بر رفتار خوردگی پوشش پی‌اوایی شدهٔ آلیاژ منیزیم ZK60 را مطالعه کرده‌اند. پوشش در یک محلول قلیایی شامل سیلیکات تشکیل شده‌است. در این تحقیق گزارش شده‌است که چگالی جریان بالا به رشد سریع لایه اکسیدی کمک می‌کند، اما در نقطه مقابل سبب ایجاد میکروساختاری زبر و خشن با مقاومت به خوردگی پایین شده‌است. در محدوده جریان‌های مطالعه شده (بین 5-50 mA.cm-۲)، جریان 20 mA.cm-۲ به عنوان شرایط بهینه گزارش شده‌است. همچنین جریان با چگالی پایین لایه متراکم تر با عیوب کمتری در مقایسه با چگالی جریان بالاتر ایجاد می‌کند.

## خواص آلیاژهای منیزیم پی‌اوایی شده
میزان سختی پوشش‌های پی‌اوایی‌شده بین HV 350 تا 700 HV، بسته به ترکیبات، ضخامت و شکل‌شناسی پوشش متغیر می‌باشد. وو و همکاران طی گزارشی در سال ۲۰۰۷ کاهش مقاومت کششی و خاصیت چکش خواری (درصد کشیدگی) برای آلیاژ AZ91 و ماتریس کامپوزیت فلز را بعد از فرایند پی‌اوایی ارائه داده‌اند. کارایی خستگی در فلزهای آنودایز شده معمولاً به چند دلیل کاهش می‌یابد، مانند اکسایش، شامل تنش کششی سطحی و عیوب ساختاری در لایه اکسیدی (مانند حفره‌ها و ترک‌ها). در لایه‌های ضخیم‌تر، تشکیل لایه سرامیکی می‌تواند شکننده و خشک باشد برای برخی از کاربردها. تحقیقات گسترده روی نمونه پوشش داده شده نشان داده‌است که فرایند انودایز اثر خیلی زیادی روی خواص مکانیکی آلیاژ منیزیم دایکست شده نخواهند داشت.